# Campionato mondiale di hockey su ghiaccio 1947
Il 14º Campionato mondiale di hockey su ghiaccio, valido anche come 25º campionato europeo di hockey su ghiaccio, si tenne nel periodo fra il 15 e il 23 febbraio 1947 nella città di Praga, già organizzatrice in precedenza di due campionati mondiali nel 1933 e nel 1938. Fu il primo mondiale svoltosi dopo la fine della Seconda guerra mondiale, motivo per cui la federazione internazionale escluse le nazionali di Germania e Giappone, mentre furono graziate le federazioni di Austria e Italia. Al via si presentarono otto squadre, e destò scalpore l'assenza per la prima volta dei pluricampioni del Canada, in aperta opposizione nei confronti degli organismi mondiali riguardo alla definizione di dilettantismo. Il campionato mondiale si svolse con la formula del girone all'italiana, con gare di sola andata. Fra le innovazioni i tre tempi furono portati a 20 minuti, furono create le linee di porta e centrale e le penalità divennero da 2, da 5 o da 10 minuti.
La Cecoslovacchia conquistò sul proprio suolo il primo titolo mondiale, oltre al titolo europeo, superando di un punto la selezione della Svezia, mentre la medaglia di bronzo fu vinta dall'Austria. Per la prima volta il podio fu composto da sole nazionali provenienti dall'Europa.

## Girone finale
| Praga 15 febbraio 1947 | Austria | 10 – 2 (3-1; 2-1; 5-0) | Polonia | Zimní stadion Štvanice |

| Praga 15 febbraio 1947 | Cecoslovacchia | 23 – 1 (4-0; 7-1; 12-0) | Romania | Zimní stadion Štvanice |

| Praga 15 febbraio 1947 | Svezia | 4 – 4 (2-2; 1-0; 1-2) | Svizzera | Zimní stadion Štvanice |

| Praga 16 febbraio 1947 | Svezia | 24 – 1 (8-0; 7-1; 9-0) | Belgio | Zimní stadion Štvanice |

| Praga 16 febbraio 1947 | Polonia | 6 – 0 (2-0; 1-0; 3-0) | Romania | Zimní stadion Štvanice |

| Praga 16 febbraio 1947 | Stati Uniti | 4 – 3 (0-0; 3-2; 1-1) | Svizzera | Zimní stadion Štvanice |

| Praga 17 febbraio 1947 | Austria | 14 – 5 (2-0; 6-0; 6-5) | Belgio | Zimní stadion Štvanice |

| Praga 17 febbraio 1947 | Svizzera | 13 – 3 (7-0; 0-2; 6-1) | Romania | Zimní stadion Štvanice |

| Praga 17 febbraio 1947 | Svezia | 4 – 1 (1-0; 2-0; 1-1) | Stati Uniti | Zimní stadion Štvanice |

| Praga 18 febbraio 1947 | Cecoslovacchia | 13 – 5 (2-3; 6-0; 5-2) | Austria | Zimní stadion Štvanice |

| Praga 18 febbraio 1947 | Stati Uniti | 13 – 2 (5-1; 5-0; 3-1) | Belgio | Zimní stadion Štvanice |

| Praga 18 febbraio 1947 | Svezia | 5 – 3 (0-1; 3-1; 2-1) | Polonia | Zimní stadion Štvanice |

| Praga 19 febbraio 1947 | Svizzera | 12 – 2 (3-1; 7-0; 2-1) | Belgio | Zimní stadion Štvanice |

| Praga 19 febbraio 1947 | Austria | 6 – 5 (2-1; 2-3; 2-1) | Stati Uniti | Zimní stadion Štvanice |

| Praga 19 febbraio 1947 | Svezia | 15 – 3 (6-2; 6-0; 3-1) | Romania | Zimní stadion Štvanice |

| Praga 19 febbraio 1947 | Cecoslovacchia | 12 – 0 (3-0; 2-0; 7-0) | Polonia | Zimní stadion Štvanice |

| Praga 20 febbraio 1947 | Stati Uniti | 15 – 3 (6-0; 3-1; 6-2) | Romania | Zimní stadion Štvanice |

| Praga 20 febbraio 1947 | Polonia | 11 – 1 (1-0; 6-0; 4-1) | Belgio | Zimní stadion Štvanice |

| Praga 20 febbraio 1947 | Cecoslovacchia | 6 – 1 (2-1; 2-0; 2-0) | Svizzera | Zimní stadion Štvanice |

| Praga 21 febbraio 1947 | Austria | 12 – 1 (2-0; 5-0; 5-1) | Romania | Zimní stadion Štvanice |

| Praga 21 febbraio 1947 | Stati Uniti | 3 – 2 (1-0; 1-2; 1-0) | Polonia | Zimní stadion Štvanice |

| Praga 21 febbraio 1947 | Cecoslovacchia | 24 – 0 (9-0; 5-0; 10-0) | Belgio | Zimní stadion Štvanice |

| Praga 22 febbraio 1947 | Romania | 6 – 4 (2-1; 3-0; 1-3) | Belgio | Zimní stadion Štvanice |

| Praga 22 febbraio 1947 | Svizzera | 5 – 0 (3-0; 0-0; 2-0) | Austria | Zimní stadion Štvanice |

| Praga 22 febbraio 1947 | Cecoslovacchia | 1 – 2 (0-1; 0-1; 1-0) | Svezia | Zimní stadion Štvanice |

| Praga 23 febbraio 1947 | Svizzera | 9 – 3 (3-1; 1-0; 5-2) | Polonia | Zimní stadion Štvanice |

| Praga 23 febbraio 1947 | Austria | 2 – 1 (1-0; 1-0; 0-1) | Svezia | Zimní stadion Štvanice |

| Praga 23 febbraio 1947 | Cecoslovacchia | 6 – 1 (2-0; 1-1; 3-0) | Stati Uniti | Zimní stadion Štvanice |

| Pos. |                | PG | V | N | P | GF | GS  | DR  | Pt |
| 1.   | Cecoslovacchia | 7  | 6 | 0 | 1 | 85 | 10  | +75 | 12 |
| 2.   | Svezia         | 7  | 5 | 1 | 1 | 55 | 15  | +40 | 11 |
| 3.   | Austria        | 7  | 5 | 0 | 2 | 49 | 32  | +17 | 10 |
| 4.   | Svizzera       | 7  | 4 | 1 | 2 | 47 | 22  | +25 | 9  |
| 5.   | Stati Uniti    | 7  | 4 | 0 | 3 | 42 | 26  | +16 | 8  |
| 6.   | Polonia        | 7  | 2 | 0 | 5 | 27 | 40  | -13 | 4  |
| 7.   | Romania        | 7  | 1 | 0 | 6 | 17 | 88  | -71 | 2  |
| 8.   | Belgio         | 7  | 0 | 0 | 7 | 15 | 104 | -89 | 0  |

## Graduatoria finale
| Pos | Squadra        |
| --- | -------------- |
|     | Cecoslovacchia |
|     | Svezia         |
|     | Austria        |
| 4   | Svizzera       |
| 5   | Stati Uniti    |
| 6   | Polonia        |
| 7   | Romania        |
| 8   | Belgio         |

| Campione del mondo di hockey su ghiaccio 1947 |
| Cecoslovacchia 1º titolo                      |

| Pos | Squadra        | Formazione |
| --- | -------------- | --- |
|     | Cecoslovacchia | Bohumil Modrý, Zdeněk Jarkovský, Josef Trousílek, Vilibald Šťovík, František Pácalt, Miroslav Sláma, Miloslav Pokorný, Ladislav Troják, Vladimír Zábrodský, Stanislav Konopásek, Josef Kus, Jaroslav Drobný, Karel Stibor, Václav Roziňák, Vladimír Bouzek |
|     | Svezia         | Arne Johansson, Charles Larsson, Rune Johansson, Gunnar Landelius, Åke Olsson, Åke Andersson, Sigge Boström, Rolf Eriksson-Hemlin, Hans Hjelm, Erik Johansson, Lars Ljungman, Birger Nilsson, Holger Nurmela, Bror Pettersson, Rolf Pettersson             |
|     | Austria        | Josef Wurm, Alfred Huber, Franz Csöngey, Reinhold Egger, Fritz Demmer, Egon Engel, Walter Feistritzer, Oskar Nowak, Hans Zehetmayer, Rudolf Wurmbrandt, Friedrich Walter, Hans Schneider, Willibald Stanek, Springer, Adolf Hafner, Helfried Winger        |

## Campionato europeo

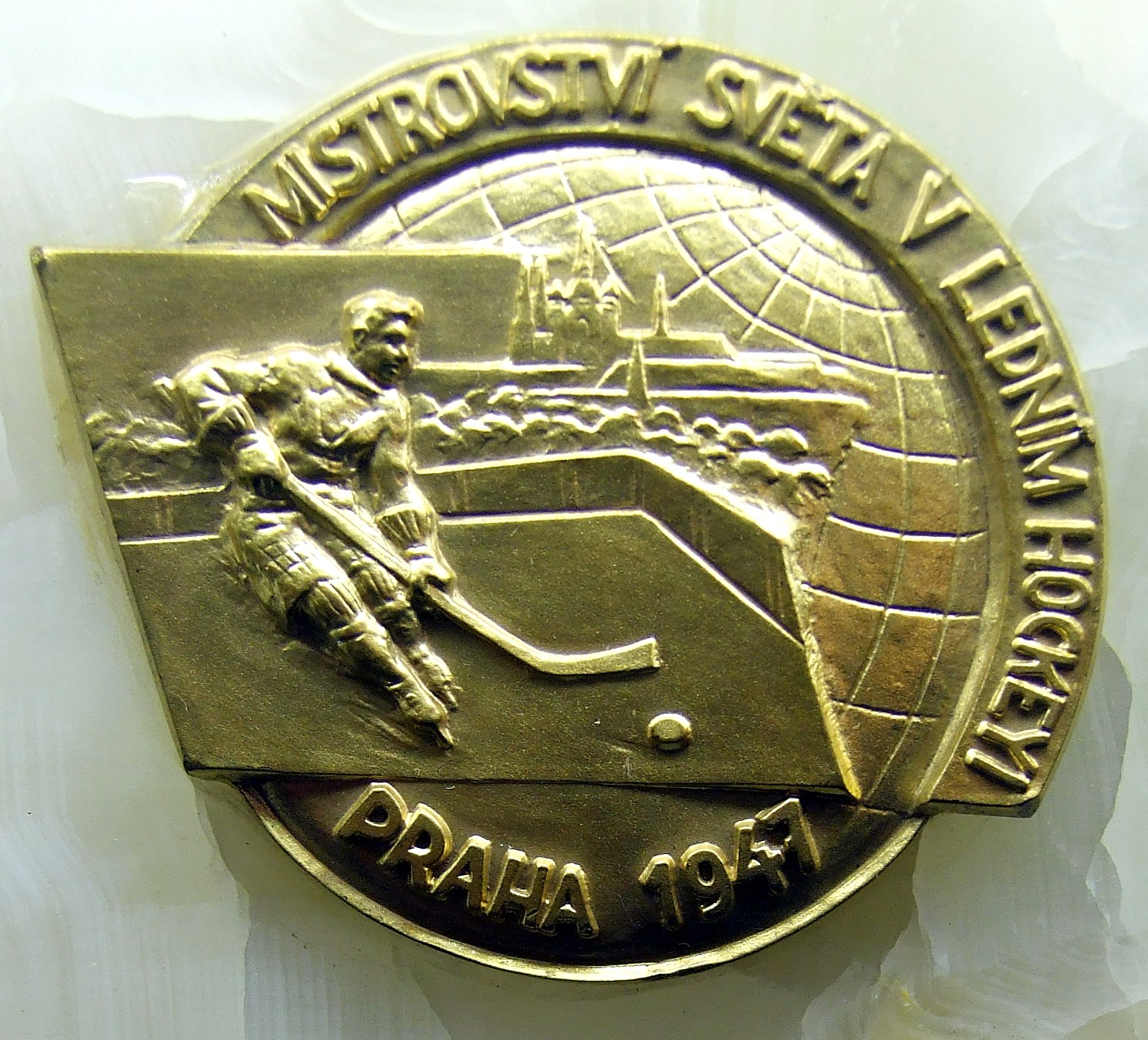
Medaglia d'oro del mondiale del 1947.

Il torneo fu valido anche per il 25º campionato europeo e venne utilizzata la graduatoria finale del campionato mondiale per determinare le posizioni del torneo continentale; la vittoria andò per la quinta volta alla Cecoslovacchia, già campionessa mondiale.
| Pos | Squadra        |
| --- | -------------- |
|     | Cecoslovacchia |
|     | Svezia         |
|     | Austria        |
| 4   | Svizzera       |
| 5   | Polonia        |
| 6   | Romania        |
| 7   | Belgio         |